# El embajador de la India
El embajador de la India es una película de humor colombiana de 1986, dirigida por Mario Ribero con guion de Mario González. Fue protagonizada por Hugo Gómez, Edgardo Román, Olga Lucía Alvira, José María Arzuaga y Martha Arévalo. Narra la historia real de un astuto colombiano que llega a un pueblo haciéndose pasar por el embajador de la India, engañando a sus inocentes habitantes.

## Sinopsis
Jaime Flórez es un astuto ciudadano colombiano que llega a un cálido pueblo y se hace pasar por el embajador de la India. La inocente gente del pueblo lo trata como si fuera alguien de la realeza, brindándole todas las comodidades y cumpliéndole hasta el último de sus caprichos. Sin embargo, cuando su mentira empieza a desmoronarse, empiezan los reales problemas para Jaime.

## Trama
Jaime Flórez es un colombiano desempleado y exseminarista de unos 40 años que se dirige a Garzón para visitar a un tío. En el bus que va con destino inicial a la ciudad de Neiva, se suben dos comerciantes a los cuales Jaime empieza a engañarlos haciéndose pasar por un turista hindú el cual su vehículo tuvo una avería en El Espinal y decidió seguir en bus para así apreciar los paisajes colombianos. En Neiva, los dos comerciantes creen que Jaime es el embajador de la India en Colombia y por ende lo llevan al Hotel Neiva Plaza que es el más importante de la ciudad. Ya en el hotel, Jaime se registra con el nombre de "Maharajá Rama Ahujama" y le pide a los dos comerciantes que no digan nada de su presencia en la ciudad.
Los dos comerciantes rompen la promesa y le informan a José María, el sastre de la ciudad sobre la presencia del supuesto embajador de la India, José María inmediatamente llama al gobernador del Huila y deciden hacerle un recibimiento protocolario y garantizándole las comodidades para que el embajador se sintiera a gusto en la ciudad. Al día siguiente, las autoridades en cabeza del gobernador van a hotel para saludar al embajador de la India, Jaime pensando que había sido descubierto intenta esconderse pero luego decide seguir con el engaño. José María le confecciona trajes distintivos de la India y esa noche se realiza una cena en su honor donde Jaime conoce a Silvia, la Hija del Gobernador de quien se enamora. En la cena le ofrecen los platos típicos de la región basados mayormente en carne de res, cerdo y pollo pero Jaime decide no probar bocado ya que sabía que buena parte de la gente de la India es vegetariana por sus tradiciones budistas e hinduistas. Lo que obligan a buscar una ensalada la cual come con mucho gusto al igual que la yuca la cual jocosamente dice "yuco".
Al día siguiente, Jaime como embajador es invitado a un evento de las fuerzas militares. Durante el evento, un excompañero del seminario reconoce a Jaime Flórez e intenta desenmascararlo, pero Jaime niega todo y tanto la policía como el gobernador proceden a detener al sujeto quien es brutalmente golpeado por poner en vergüenza la ciudad, al gobernador y al embajador para posteriormente en el juzgado decir que todo fue una confusión, sólo para no seguir siendo maltratado. Jaime sabiendo que su farsa podría ser descubierta pronto, intenta huir del hotel usando las sabanas como soga. Cuando logra huir, un vehículo lo empieza a perseguir por las calles de la ciudad, un Jaime cansado se rinde pero el sujeto del vehículo resulta ser Almícar, un excompañero del seminario y buen amigo de Jaime con quien se van a beber esa noche y le comenta todo, pero Almícar lo convence de seguir con el engaño por un tiempo más.
En la madrugada, las autoridades se percatan de la huida del embajador y creen que pudo haber sido secuestrado, pero luego Jaime llega al hotel con una fuerte resaca después de haber bebido la noche anterior. Ese día Jaime lo pasa en la piscina del hotel ante la mirada de las mujeres de la ciudad y aprovechando la situación decide que va a tomarle las medidas a todas las mujeres para confeccionarles vestidos desde la India. Jaime sólo toma medidas personales a las mujeres más guapas mientras que a las más feas las obliga a escribir sus medidas en una libreta. durante la toma de medidas, la hija del alcalde se insinúa con pasión, pero Jaime no le presta atención ya que prefiere a  Silvia, la hija del Gobernador. Cuando es el momento de Silvia, Jaime le confiesa su amor y empiezan a tener un momento apasionado, hasta que llega la esposa del gobernador y los encuentra. Jaime como embajador le expresa sus intenciones de casarse con la hija del gobernador y este acepta muy contento la decisión. A pesar de estar enamorado de Silvia, esa noche Jaime se vuelve a encontrar con Almícar en los Termales de Rivera y le dice que es el momento de acabar con el engaño. A lo cual Almícar planea ir al día siguiente al hotel con un telegrama informando que el embajador debe regresar a Bogotá de inmediato. En los termales, el excompañero del seminario vuelve a ver a Jaime con Almícar y queda convencido de que Jaime es un impostor.
Al día siguiente, el gobernador y las autoridades locales tienen planeado llevar al embajador a un pícnic cultural por los lugares más destacados del departamento del Huila, por lo que salen temprano y no dan tiempo para que Almícar pueda entregar el telegrama. Durante el viaje conocen lugares como Garzón, el Estrecho del Magdalena y el Parque Arqueológico de San Agustín, Jaime empieza a tener visiones perturbadoras con las estatuas de San Agustín, de la gente y de como se ha llevado el engaño lo que de la más ganas de acabar con todo el engaño. esa noche mientras dormían en un campamento realizado para la ocasión, Jaime intenta buscar a Silvia para acostarse con ella pero los dos comerciantes que conoció al comienzo llegan al campamento con el telegrama de Almícar quien daba las indicaciones para que el embajador regresara a Bogotá Inmediatamente, al día siguiente y a primera hora, toda la comitiva emprende el viaje de regreso a Neiva, pero al llegar al hotel se encuentran con el excompañero quien había aprovechado la ausencia del embajador para entrar a la habitación y encontrar los documentos de él para comprobar todo el engaño. Jaime ya descubierto, reconoce que todo fue un engaño e inmediatamente es detenido por la policía y enviado a prisión. 
El gobernador y las autoridades locales quedan ofendidas y en vergüenza total por lo sucedido, sobre todo Silvia quien sufre más por haber sido engañada por Jaime. No obstante la gente de la ciudad tomó con jocosidad lo sucedido pues vieron como una lección lo que Jaime hizo. José María también engañado por lo sucedido, echa a los dos comerciantes de su local y acaba la relación comercial con ellos. El juez observando que Jaime jamás se presentó como embajador de la India y a nadie había estafado, así mismo había devuelto las ropas, los obsequios y que Almícar había pagado la cuenta del hotel, tomó la decisión de liberarlo y ordenar su expulsión de la ciudad. Jaime queda en libertad y abandona la ciudad en medio de un jolgorio organizado por Almícar y la gente de la ciudad en su honor.
En los créditos finales dice que tres meses después llegó a la ciudad un embajador verdadero. Cuando le comunicaron al Gobernador, éste contestó: Díganle que coma ...

## Reparto
| Actor                           | Personaje                                                                 |
| ------------------------------- | ------------------------------------------------------------------------- |
| Hugo Gómez                      | Jaime Flórez "Maharajá Rama Ahujama", embajador de la India               |
| Olga Lucía Alvira               | Silvia, hija del gobernador                                               |
| José María Arzuaga              | José María, sastre de la ciudad y dueño de la tienda de ropa "El Marquéz" |
| Martha Arévalo                  |                                                                           |
| Rafael Bohórquez                | El juez y narrador de la película                                         |
| Manuel Pachón                   | Gobernador                                                                |
| María Mercedes Duque de Rengifo |                                                                           |
| Emel Díaz                       |                                                                           |
| Roberto Franco Acevedo          |                                                                           |
| Carlos Giraldo                  |                                                                           |
| Julio Roberto Gómez             |                                                                           |
| Lucero Gómez                    |                                                                           |
| Eduardo Hakim Murad             |                                                                           |
| Edgardo Román                   | Amílcar, amigo y excompañero de Jaime en el seminario                     |